# ポロック玩具博物館
ポロック玩具博物館（ポロックがんぐはくぶつかん）、ポロックおもちゃ博物館（ポロックおもちゃはくぶつかん、Pollock's Toy Museum）は、イングランドのロンドンにある小規模な博物館。
この博物館は、1956年に、創始者であるマルゲリーテ・フォードリー (Marguerite Fawdry) によって、コヴェント・ガーデンに近い、モンマス・ストリート (Monmouth Street) 44番地の一部屋に設けられたのが始まりである。ファウドリーは、トイ・シアター（劇場に見立てた箱の中に紙の切り抜きで作った人物などを並べて遊ぶもの）の印刷業者であってベンジャミン・ポロック (Benjamin Pollock)の在庫を引き継ぎ、トイ・シアターの販売もしていた。この事業は当たり、博物館は他の部屋にも拡大され、地上階には玩具店が設けられた。1969年には、収蔵品のコレクションはモンマス・ストリートの施設には収まりきれなくなり、ポロック玩具博物館はスカラ・ストリート (Scala Street) 1番地に移転し、地上階には博物館の維持の一助としてミュージアムショップが設けられた。現在もこの博物館は、創始者フォードリーの孫息子が経営している。